# Леопардова акула плямиста
Леопардова акула плямиста (Triakis maculata) — акула з роду Леопардова акула родини Куницеві акули.

## Опис
Загальна довжина досягає 1,8 м на думку вчених може сягати 2,4 м, втім це не підтверджено документально. Середня довжина складає 1,4-1,6 м. Зовнішністю схожа на звичайну леопардову акулу. Голова коротка. Морда округла. Очі відносно великі, трохи овальної форми, з мигальною перетинкою. Носові клапани лопатоподібні, широко розставлені один від одного. Верхні губні борозни довгі. Рот невеликий, серпоподібний. Зуби дрібні, гострі. У неї 5 пар зябрових щілин. Тулуб обтічний, подовжений. Усі плавці розвинені. Грудні плавці великі, округлої форми. Має 2 спинних плавця, з яких передній лише трохи більше за задній. Передній спинний плавець розташовано позаду грудних плавців, задній починається перед анальним плавцем і закінчується навпроти нього. Черевні плавці середнього розміру. Анальний плавець маленький. Хвостовий хребет потужний, далеко входить у верхню лопать гетероцеркального хвостового плавця. На кінчику верхньої лопаті є характерний «вимпел», утворений вирізом.
Забарвлення сіро-буре із зеленуватим відливом. По спині, боках і плавцям розкидані темні крапочки. На спині та боках є ледь помітні сідлоподібні темні плями. Черево білуватого кольору.

## Спосіб життя
Тримається у прибережній зоні, зрідка віддаляючись від берегів. Воліє до мілководних ділянок континентального шельфу та приострівних схилів. Живиться переважно ракоподібними і головоногими молюсками, також полює на молодь хрящових риб, костистою рибою.
Це яйцеживородна акула. Самиця народжує 10-15 акуленят завдовжки 30-40 см.
М'ясо їстівне, втім не має високих смакових якостей. Є об'єктом промислового і аматорського вилову переважно в Перу.

## Розповсюдження
Мешкає біля Галапагоських островів, узбережжя Перу та північного Чилі.